# Plessis-Saint-Jean
Plessis-Saint-Jean este o comună în departamentul Yonne, Franța. În 2009 avea o populație de 216 de locuitori.

## Evoluția populației
| An        | 1975 | 1982 | 1990 | 1999 | 2006 | 2009 |
| --------- | ---- | ---- | ---- | ---- | ---- | ---- |
| Populație | 185  | 191  | 184  | 186  | 219  | 216  |